# 大熊朝秀

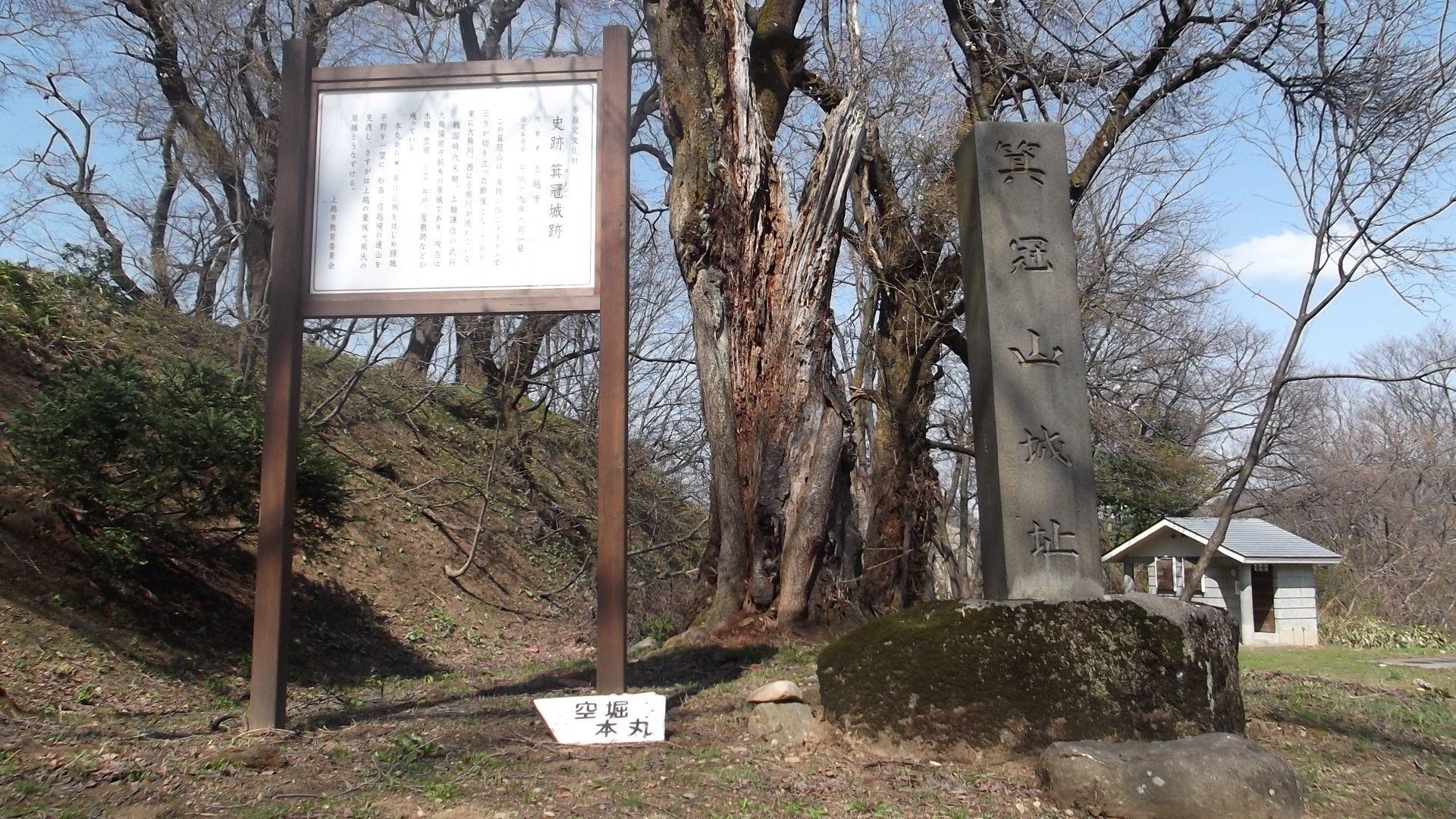
箕冠城跡（新潟県上越市板倉区）

大熊 朝秀（おおくま ともひで）は、戦国時代から安土桃山時代にかけての武将。越後上杉氏、次いで甲斐武田氏の重臣。越後国中頸城郡箕冠城主。（現在の新潟県上越市板倉区）

## 生涯
室町時代の寛正4年（1463年）、越後守護上杉房定の軍が信濃の高梨政高を攻めて敗退するという戦いがあった。この戦いは高梨氏が享徳の乱で古河公方足利成氏を支持していたのが最大の原因ではあるが、直接の原因は高梨氏が高井郡の大熊郷と新野郷を押領して領主の大熊氏と新野氏を追放したのが原因とされている。片桐昭彦は上杉家臣の大熊氏と新野氏は没落した両氏の子孫であると推定している。
大熊氏は父の政秀の代から越後守護上杉氏の段銭収納を務めていた。父の政秀の活動は享禄年間に途絶え、この頃に朝秀への家督継承があったとみられる。朝秀は父と同様、上杉家中において段銭方などの要職を務めた。越後守護上杉氏の滅亡前後から守護代長尾氏に仕え、のち長尾景虎（上杉謙信）の擁立にも尽力し、その家臣として重きを成した。
弘治2年（1556年）、上野家成と下平吉長との領地争いをきっかけに家中内の派閥対立が激化した。争いに嫌気がさした長尾景虎の出家騒動が起こると、朝秀は上杉（当時は長尾）氏と敵対する甲斐国の武田信玄に内通して反旗を翻し、越後に侵入した会津の蘆名盛氏と呼応し同年8月23日、越中一向一揆勢を率いて越中国から越後へ攻め入った。謙信は上野家成と庄田定賢らを派遣した。朝秀は頸城郡駒帰にて家成に敗れ、越中に逃れた。永禄6年（1563年）、武田信玄に招聘され、譜代家老の山県昌景の与力となった。やがて信玄の直臣として取り立てられ、足軽大将騎馬30騎、足軽75人持となった。勝頼の時代になってもその地位は揺るがず、遠江小山城代に任じられている。
天正7年（1579年）、主家・武田氏とかつての主家・上杉氏との同盟・甲越同盟の締結に貢献した。
天正10年（1582年）3月、甲州征伐において多くの重臣が織田信長・徳川家康へ寝返る中、最期となる天目山の戦いまで勝頼と共に行動して討死した。武田家への恩に報いた形となった。

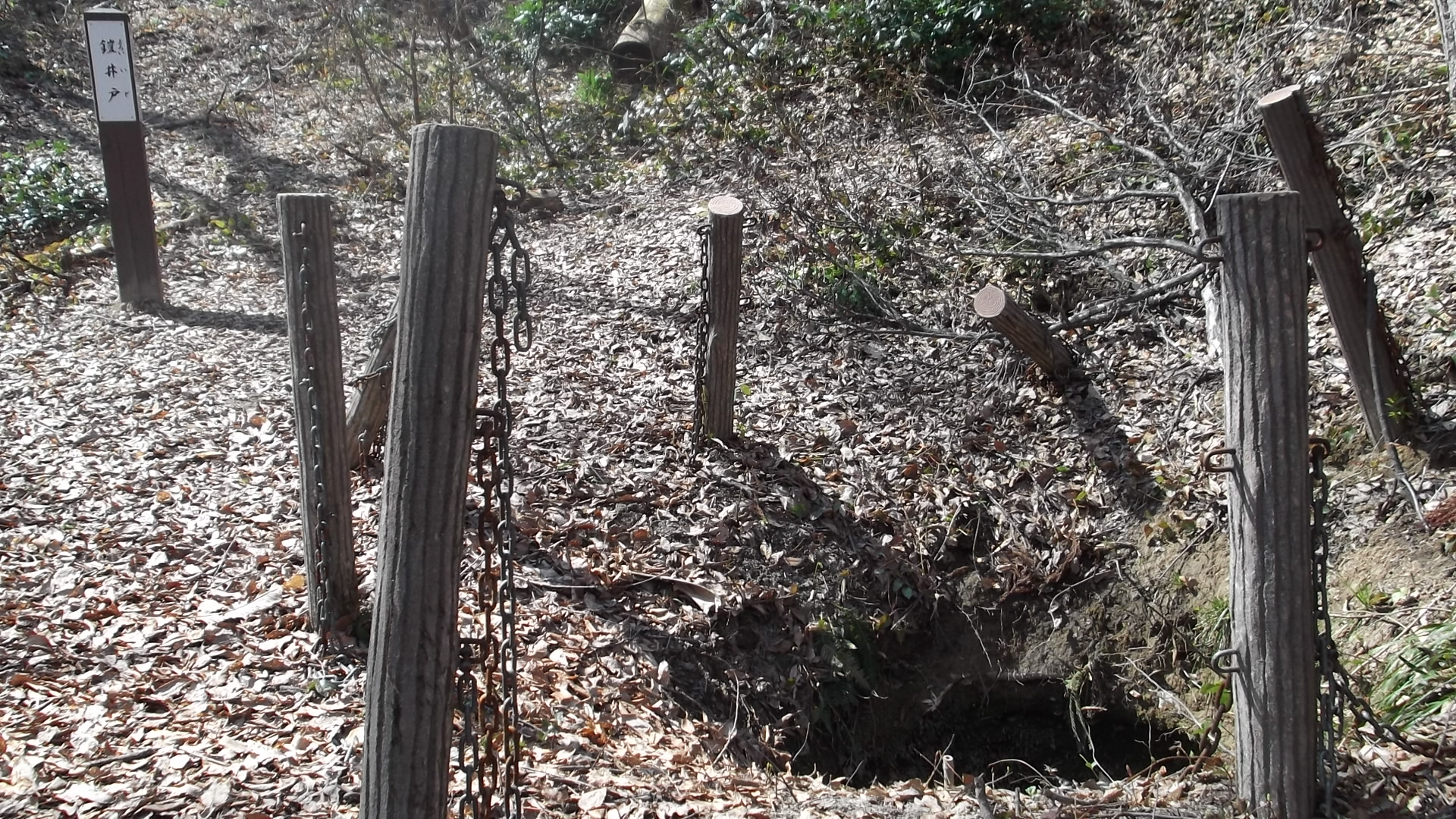
箕冠城跡に残る「鎧井戸」（大熊氏が撤退する際に鎧を投げ捨てたと伝わる井戸）［新潟県上越市板倉区］

子孫は真田家に仕え存続した。

## 人物
- 武勇に優れ、信玄の命で上野国の長野業盛を攻めた際には剣豪として知られる上泉信綱と一騎討ちを演じ、無傷で引き分けたといわれる。
- 信玄の時代から、上杉氏との外交交渉の一端を担当していたといわれる。

## 関連作品
- 武田信玄（1988年、NHK大河ドラマ、演：勝野洋）
- 天と地と（1990年、東映角川映画、演：成瀬正孝）
- 風林火山（2007年、NHK大河ドラマ、演：大橋吾郎）